# Balduino V de Jerusalén
Balduino V (1177 – 1186) era el hijo de Sibila de Jerusalén y de su primer marido, Guillermo de Montferrato. Fue coronado como rey de Jerusalén junto con su tío materno Balduino IV en 1183, y cuando este murió, pasó a ser el rey nominal de 1185 a 1186, bajo la regencia del conde Raimundo III de Trípoli. 

## Balduino V y las facciones políticas
Balduino fue un niño enfermo, y en la época en que nació, el reino se encontraba dividido en dos facciones. Una de esas, el “partido cortesano” giraba en torno a la familia real y estaba dirigido por la abuela materna de Balduino, Inés de Courtenay, que fue muy influyente durante la época del tío de Balduino, Balduino IV, que también estuvo enfermo, de lepra. Inés contaba con el apoyo de una serie de nobles como Reinaldo de Châtillon, Guido de Lusignan, Joscelino III de Edesa y Amalarico de Lusignan. También tenía el apoyo del patriarca Heraclio de Jerusalén y el Temple. La otra facción, el “partido de los nobles”, estaba liderado por el conde Raimundo III, que solía apoyarse en la nobleza “vieja” del reino, establecida en él desde antiguo, descendientes de los cruzados originales. La importante familia de Ibelín se encontraba dividida y así Balduino apoyaba a Raimundo, no así Balián que finalmente juró obediencia a Guido de Lusignan.

## Balduino, co-reinante en Jerusalén
Raimundo III había sido regente de Balduino IV, pero cuando este llegó a la mayoría de edad en 1176, el conde Raimundo fue poco a poco excluido del poder por la influencia de Inés. Mientras tanto, Inés logró que Guido de Lusignan se casase con su hija Sibila, hermana de Balduino IV y madre de Balduino V, en 1180. Como Balduino IV estaba cada vez más incapacitado a causa de su lepra, Guido fue nombrado regente, pero los demás nobles se negaron a aceptarlo como jefe militar. Guido, tuvo que enfrentarse a Saladino y junto con Reinaldo de Chatillon, provocaron que este tuviera que retirarse. Posiblemente Guido dudó en su respuesta y no quiso enfrentarse a él. En 1183 Balduino IV depuso a Guido e intentó sin éxito anular el matrimonio de su hermana. Volvió Raimundo III y se convocó la Haute Cour para decidir sobre la sucesión. Su heredero legal era su hermana Sibila, pero se decidió que Balduino V heredaría el reino. Balduino V fue coronado rey mientras aún vivía su tío Balduino IV. Sibila y Guido se aliaron entonces con Reinaldo de Chatillon contra Raimundo III de Trípoli, que actuó como regente de Balduino V.

## Muerte y sucesión de Balduino
Inés murió hacia 1184 y Balduino IV en 1185, dejando a Balduino V como único rey, con Raimundo III como regente. Debido a la crisis sucesoria, se buscaron apoyos exteriores en Europa. El patriarca Heraclio llegó a ofrecer el trono a Felipe II de Francia y a Enrique II de Inglaterra.
El reinado de Balduino V duró menos de un año, pues murió en 1186. El trono podía ser reivindicado por su madre, Sibila, o por su tía Isabel, la única superviviente de su abuelo Amalarico I. La sucesión sería decidida por un consejo en el que participarían el rey de Francia, el de Inglaterra y el emperador del Sacro Imperio. Pero este acuerdo sobre la forma de decidir la sucesión no se aplicó en la práctica.

## Consecuencias de la muerte de Balduino
Sibila y su tío Joscelino III de Edesa se hicieron fuertes en Jerusalén con tropas leales. Sibila fue coronada por Heraclio, con la condición de que se anulase su matrimonio con Guido y se volviese a casar, pero el “partido de los nobles” resultó engañado, pues Sibila decidió casarse de nuevo con Guido. Raimundo y los nobles intentaron dar un golpe y coronar a Isabel, pero les faltó apoyo. El reinado de Sibila y Guido resultó desastroso, el reino casi desaparece totalmente por las conquistas de Saladino tras la batalla de los Cuernos de Hattin en 1187.
| Predecesor: Balduino IV | Rey de Jerusalén 1185 - 1186 | Sucesor: Sibila Guido de Lusignan |